# Delphinium souliei
Delphinium souliei är en ranunkelväxtart som beskrevs av Adrien René Franchet. Delphinium souliei ingår i släktet storriddarsporrar, och familjen ranunkelväxter. Inga underarter finns listade i Catalogue of Life.